# Лісова Слобідка (Лубенський район)
Лісова́ Слобі́дка — село в Україні,  у Чорнухинській селищній громаді Лубенського району Полтавської області. Населення становить 98 осіб. До 2018 орган місцевого самоврядування — Постав-Муківська сільська рада.

## Географія
Село Лісова Слобідка знаходиться на лівому березі річки Удай, вище за течією на відстані 2 км розташоване село Постав-Мука, нижче за течією на відстані 3,5 км розташоване село Городище, на протилежному березі - село Лушники. До села примикає невеликий лісовий масив. Річка в цьому місці звивиста, утворює лимани, стариці та заболочені озера.

## Історична довідка
Село було засноване на початку XVIII ст. Входило до складу Городищанської сотні Лубенського полку.
Перша писемна згадка датується 1714 роком.
На 1726 рік у селі було 9 селянських дворів.
На 1781 рік у селі було 50 хат: чотири, у яких жили козацькі сім'ї, 21 вільних селян та 25 — селян-кріпаків та козацьких підсусідків.
Населення в 1801 році — 119 «душ чоловічої статі»(усього близько 250 чол.), в 1910 р. — 497 чол.
У ХІХ-на початку ХХ ст. у селі набули поширення два ремесла — гончарство і плетіння виробів із рогозу.
У 1901 році в селі збудовано однокласне початкове народне училище.
Наприкінці ХІХ- на початку ХХ ст. в селі з'явилися громада протестантів (близько 15 дворів).
Під час Другої світової війни загинуло 67 жителів Слобідки, з них на фронтах — 61 чол.
Село постраждало в часи Голодомору 1946-1947 років.
На даний момент село належить до депресивних. Населення на 2014 рік — менше 50 чол.

## Відомі уродженці
Федоренко Марія — Герой Соціалістичної Праці(1949), нагороджена 2 орденами Леніна(1949,1958).